# 인천광역시 소방본부
인천광역시 소방본부(仁川廣域市 消防本部, Incheon Fire Department)는 인천광역시를 관할하는 인천광역시청산하의 소방본부이다. 인천광역시 미추홀구 인하로 190에 위치하고 있다.
본부장은 소방감으로 보한다.
산하에 11개 소방서, 1개 소방학교, 1개 특수구조단을 두고 있다.

## 연혁
- 1981년 7월 1일 인천직할시 소방본부 설치
- 2005년 2월 1일 인천광역시 소방방재본부로 변경
- 2008년 8월 4일 인천광역시 소방안전본부로 변경
- 2015년 7월 15일 인천광역시 소방본부로 변경

### 역대 본부장
| 대수   | 이름   | 임기                               |
| ------ | ------ | ---------------------------------- |
| 제1대  | 윤원균 | 1981년 7월 1일 ~ 1985년 6월 30일   |
| 제2대  | 서성석 | 1985년 7월 1일 ~ 1988년 6월 30일   |
| 제3대  | 류봉규 | 1988년 7월 1일 ~ 1989년 8월 18일   |
| 제4대  | 최재홍 | 1989년 8월 19일 ~ 1992년 4월 7일   |
| 제5대  | 문종득 | 1992년 4월 8일 ~ 1994년 3월 31일   |
| 제6대  | 박태유 | 1994년 4월 1일 ~ 1994년 9월 26일   |
| 제7대  | 문종득 | 1994년 10월 21일 ~ 1996년 6월 26일 |
| 제8대  | 신주영 | 1996년 6월 27일 ~ 1997년 10월 29일 |
| 제9대  | 김명현 | 1997년 10월 30일 ~ 1999년 4월 25일 |
| 제10대 | 임춘봉 | 1999년 4월 26일 ~ 2001년 6월 20일  |
| 제11대 | 김홍인 | 2001년 6월 21일 ~ 2004년 12월 31일 |
| 제12대 | 조택희 | 2005년 1월 24일 ~2007년 7월 4일    |
| 제13대 | 서정식 | 2007년 7월 5일 ~ 2008년 6월 30일   |
| 제14대 | 이현영 | 2008년 7월 1일 ~ 2010년 7월 6일    |
| 제15대 | 최철영 | 2010년 7월 6일 ~ 2011년 3월 13일   |
| 제16대 | 박두석 | 2011년 3월 14일 ~ 2012년 3월 29일  |
| 제17대 | 한상대 | 2012년 3월 30일 ~ 2014년 3월 31일  |
| 제18대 | 강태석 | 2014년 4월 1일 ~ 2014년 11월 26일  |
| 제19대 | 정문호 | 2014년 11월 27일 ~ 2017년 7월      |
| 제20대 | 김영중 | 2018년 2월 1일 ~ 2020년 12월       |
| 제21대 | 이일   | 2021년 1월 ~ 2022년 1월            |
| 제22대 | 허석곤 | 2022년 1월 ~ 2023년 2월            |
| 제23대 | 엄준욱 | 2023년 2월 ~ 2024년 5월 26일       |
| 제24대 | 임원섭 | 2024년 5월 27일 ~                  |

## 조직
| - 소방행정과 - 행정팀 - 기획예산팀 - 회계장비팀 - 예방안전과 - 예방총괄팀 - 안전지도팀 - 소방홍보팀 | - 현장대응과 - 대응기획팀 - 화재조사팀 - 현장지원팀 - 구조구급과 - 구조팀 - 구급팀 - 생활안전팀 | - 소방감사담당관 - 청렴감찰팀 - 감사평가팀 - 안전보건팀 - 119종합방재센터 - 정보통신팀 - 상황관리팀 - 응급의료팀 | - 특수구조단 - 특수대책팀 - 긴급기동대 - 소방항공대 |

## 주요 업무

### 소방감사담당관
- 소방업무 감사·감찰 등에 관한 사항
- 공직자재산등록, 공직윤리 및 청렴도 향상 등에 관한 사항
- 소방특별사법경찰 운영 및 소송 등 법무 업무 지원 등에 관한 사항
- 소방서ᐧ지방소방학교 정기종합감사 및 부분감사 등에 관한 사항

### 소방행정과
- 소방정책 기획, 성과분석·평가·관리 및 의회대응협력 등에 관한 사항
- 소방공무원 임용, 정원관리, 채용, 상훈, 복무관리 및 교육훈련 등에 관한 사항
- 직장협의회 등 조직문화 개선, 보건복지 및 안전관리 등에 관한 사항
- 소방공무원 후생복지 및 공무직보조인력 관리 등에 관한 사항

### 회계장비과
- 소방청사의 공사, 예산확보, 시설물 유지관리 등에 관한 사항
- 특별회계 운영, 예산편성 및 결산, 세입세출 외 현금관리 등에 관한 사항
- 화재 구조 구급 등 소방장비 및 물품 등 구매·현황관리 등에 관한 사항
- 소방장비 확인전검 및 중장기 보강계획 수립 등에 관한 사항

### 화재대응조사과
- 화재진압대책, 재난매뉴얼 개발, 의소대 및 소방용수 유지관리 등에 관한 사항
- 풍수해 자연재해 대비 대응, 소방활동 종합대책 등에 관한 사항
- 화재원인의 조사·분석·감식 및 화재 통계관리 등에 관한 사항
- 주요행사장 안전관리 및 대책 수립 등에 관한 사항

### 구조구급과
- 구조·구급행정의 법령 재·개정, 기본계획 수립·조정 등에 관한 사항
- 구조·구급대원 품질관리, 분석ᐧ평가 및 안전관리 등에 관한 사항
- 구조·구급활동 통계관리 분석 및 구조구급 정책 수립 등에 관한 사항
- 구조·구급활동 관련 기관 및 단체와의 협력 등에 관한 사항

### 예방안전과
- 소방시설 설계·감리·점검업 및 공사업 지도·감독 등에 관한 사항
- 특별조사, 안전관리자 지도감독 및 소방홍보 등에 관한 사항
- 위험물 시설 안전관리 및 지도·감독·단속 등에 관한 사항
- 119소년단 체험관 관리, 어린이 청소년 소방안전교육 등에 관한 사항

### 특수구조단
- 지진·테러·화생방·국지도발 등 특수재난 대응대책 등에 관한 사항
- 소방항공대 운항ᐧ관리 및 소방헬기의 유지관리 등에 관한 사항
- 테러·CBRNE 사고위험정보 수집관리, 초동대응 및 인명구조 활동 등에 관한 사항
- 특수·대형 재난 발생시 구조 활동 및 지휘·통제 등에 관한 사항

### 종합상황실
- 화재·구조·구급 등 신고접수·지령 및 상황 관제 등에 관한 사항
- 재난상황 총괄 정보수집·전파 및 상황보고 등에 관한 사항
- 긴급구조시스템, 소방정보화시스템 및 소방통신망 구축 유지관리 등에 관한 사항
- 의료상담 등 구급상황관리 등에 관한 사항

## 산하기관
| - 인천중부소방서 - 인천남동소방서 - 인천부평소방서 | - 인천서부소방서 - 인천공단소방서 - 인천계양소방서 | - 인천미추홀소방서 - 인천강화소방서 - 인천송도소방서 - 인천영종소방서 - 인천검단소방서 | - 인천소방학교 - 인천광역시 특수구조단 |

## 같이 보기
- 대한민국 소방청
- 대한민국의 소방
- 대한민국 소방공무원

## 사진

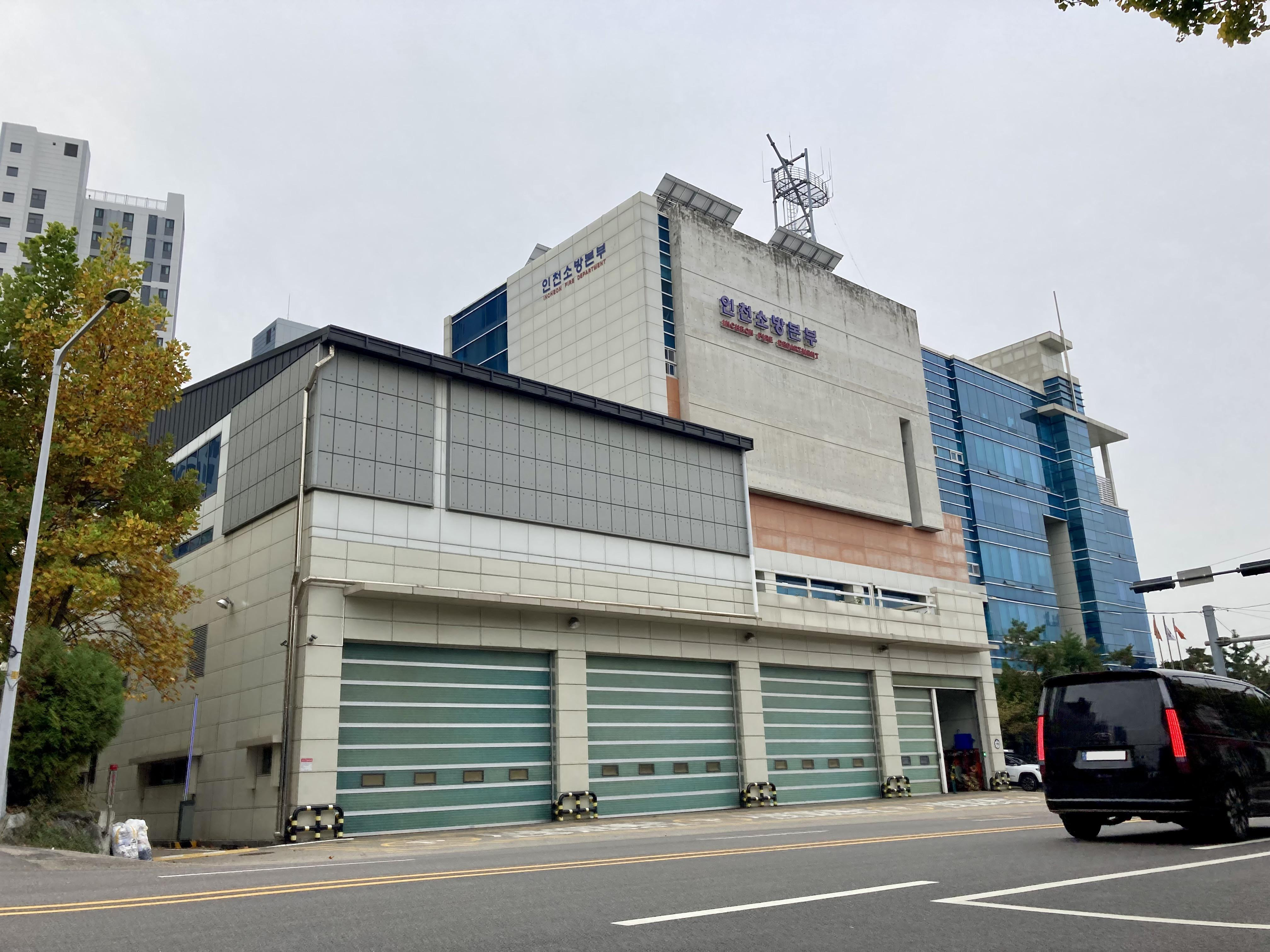
인천소방본부, 2024년도 전경
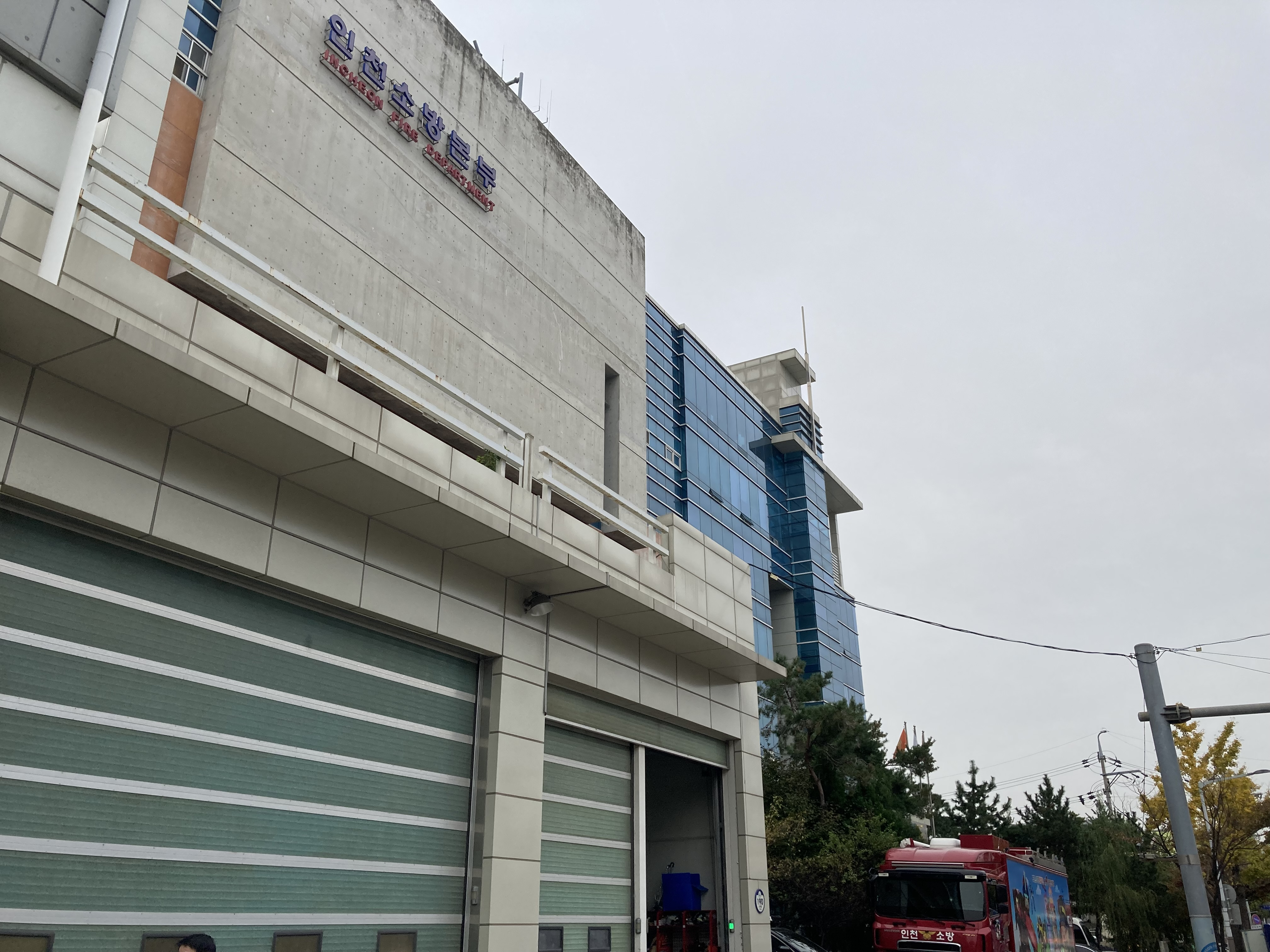
인천소방본부, 2024년도 건물
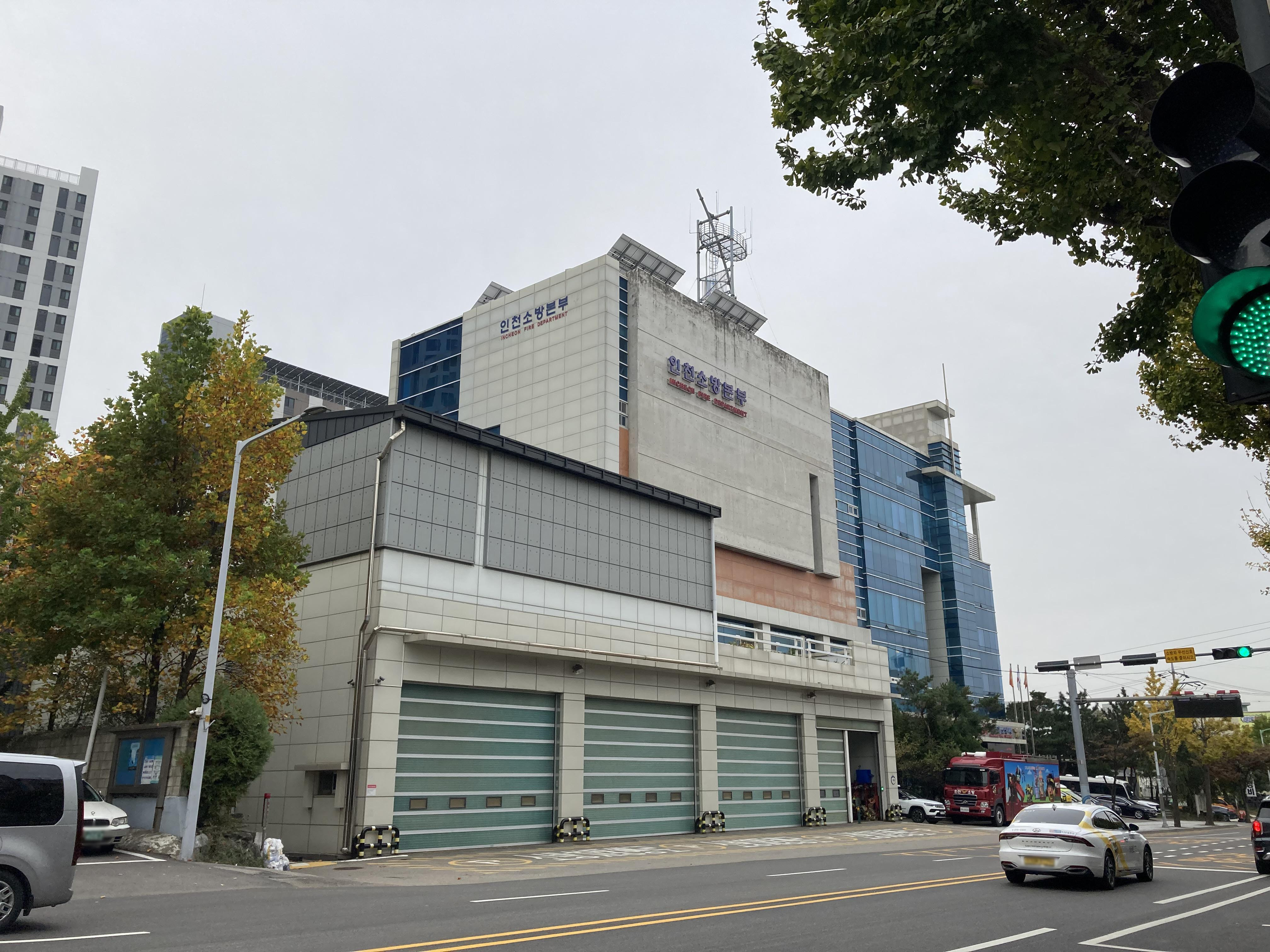
인천소방본부, 2024년도 가을풍경